# Довгялло
Довгялло (пол. Dowgiałło) — литовский дворянский род.
Предок его, дворянин Волынской земли, получил вотчины от короля Казимира I. Род этот в XVI веке разделился на несколько ветвей, принявших гербы Абданк, Задора, Дзялоша и Пламенчик. Одна из ветвей пишется Мингайло-Довгялло. Другая именовалась сначала Довгялло-Завиша, а потом отбросила первоначальную фамилию и именуется Завишами.
- Довгялло, Дмитрий Иванович (1868 ― 1942) ― российский и белорусский историк и археограф.

Род Довгялло внесён в VI и I части родословной книги Виленской, Витебской, Ковенской, Минской и Саратовской губерний.

## Описание герба
В щите рассечённом на червлень и серебро олений рог серебряный с четырьмя ветвями с правой стороны и коршуново крыло с левой. Щит увенчан дворянскими шлемом и короной. Нашлемник: три страусовых пера. Намёт на щите красный, подложенный серебром.